# The King Is Fat 'n' Old
The King is Fat'n'Old è il secondo album dei Destrage, pubblicato nel 2010 dall'etichetta discografica Coroner Records e dalla Howling Bull Records per il mercato giapponese.

## Tracce
1. Double Yeah – 3:21
2. Twice the Price – 4:07
3. Jade's Place – 3:57
4. Neverending Mary – 3:47
5. Back Door Epoque – 5:34
6. Smell You Later Fishy Bitch – 4:17
7. Collateral Pleasure – 4:47
8. Home Made Chili Delicious Italian Beef – 4:19
9. Tip of the Day – 4:36
10. Panda vs Koala – 3:55
11. Wayout – 5:40
12. Back Door Reprise – 1:17

## Formazione
- Paolo Colavolpe - voce
- Matteo Di Gioia - chitarra, tastiere
- Ralph Guido Salati - chitarra
- Gabriel Pignata - basso
- Federico Paulovich - batteria